# Albert al II-lea, Rege al Romanilor
Albert al II-lea (n. 16 august 1397, Viena, Ducatul Austriei⁠(d) – d. 27 octombrie 1439, Neszmély, Districtul Tata, Komárom-Esztergom, Ungaria) a fost fiul ducelui Austriei Albert al IV-lea de Habsburg și al Ioanei de Bavaria. Albert a fost la rândul său duce de Austria din 1404 până în 1439, sub numele de Albert al V-lea de Habsburg. În 1421 s-a căsătorit cu Elisabeta de Luxemburg  (1409–1442), fiica împăratului Sigismund de Luxemburg. A devenit rege al Boemiei și al Ungariei pe 9 noiembrie 1437, sub numele de Albert I, și apoi Rege al Romanilor (rex romanorum) din 1438 până la moarte ca moștenitor de drept al acestui titlu.
Albert al II-lea și Elisabeta de Luxemburg au avut trei copii:
- Ladislau Postumul (1440–1457), duce al Austriei, rege al Boemiei și rege al Ungariei;
- Anna de Austria (1432–1462), soția lui Wilhelm al III-lea, Duce de Saxonia, care mai apoi a devenit și Duce de Luxembourg;
- George (n./d. 1435);
- Elisabeta (1437–1505), soția regelui polonez Cazimir al IV-lea, al cărei fiu, Vladislav, a devenit ulterior rege al Boemiei și al Ungariei.[9][10]